# Креш пед
Креш пед (англ. crash pad - аварійна подушка) — спеціальний мат для лазіння з гімнастичною страховкою. Як правило, використовуються для лазіння по  боулдерингових трасах, а також на  скеледромах і скелях.

## Види креш педів
Умовно креш педи можна розділити на два види:

### Креш педи для скеледромів
Креш педи для скеледромів, як правило, більшого розміру. Товщина креш педа 20-50 см, довжина і ширина 2-4 м. Вкладаються впритул один до одного без щілин між ними для виключення попадання в щілину рук або ніг при падінні.

### Креш педи для скель
Креш педи для скель мають менший розмір, зазвичай складаються, мають вшиті ручки або лямки для зручності переноски. Товщина 5-15 см, ширина і довжина близько 1 м.